# Tampa Bay Buccaneers 1981
La stagione 1981 dei Tampa Bay Buccaneers è stata la 6ª della franchigia nella National Football League. La squadra vinse per la seconda volta la division nella sua storia ma fu eliminata nel divisional round dei playoff dai Dallas Cowboys per 38-0, il terzo più largo margine della storia dei playoff.

## Scelte nel Draft 1981
|  | = Pro Bowler |

| Scelta | Giro | Giocatore        | Ruolo            | College        |
| 1      | 7    | Hugh Green       | Linebacker       | Pittsburgh     |
| 2      | 34   | James Wilder     | Running back     | Missouri       |
| 4      | 89   | John Holt        | Defensive back   | West Texas A&M |
| 8      | 199  | Denver Johnson   | Offensive tackle | Tulsa          |
| 9      | 228  | Mike Ford        | Quarterback      | SMU            |
| 10     | 254  | Ken McCune       | Defensive end    | Texas          |
| 11     | 283  | Johnny Ray Smith | Defensive back   | Lamar          |
| 12     | 310  | Brad White       | Nose tackle      | Tennessee      |

## Calendario
| Stagione regolare |            |                        |           |      |                                 |     |          |        |
| Turno             | Data       | Avversario             | Risultato | Ora  | Stadio                          | TV  | Pubblico | Record |
| 1                 | 5/9/1981   | Minnesota Vikings      | V 21–13   | 9:00 | Tampa Stadium                   | CBS | 66,287   | 1–0    |
| 2                 | 13/9/1981  | at Kansas City Chiefs  | S 19–10   | 1:00 | Arrowhead Stadium               | CBS | 50,555   | 1–1    |
| 3                 | 20/9/1981  | at Chicago Bears       | S 28–17   | 1:00 | Tampa Stadium                   | CBS | 60,130   | 1–2    |
| 4                 | 27/9/1981  | St. Louis Cardinals    | V 20–10   | 4:00 | Tampa Stadium                   | CBS | 65,850   | 2–2    |
| 5                 | 4/10/1981  | Detroit Lions          | V 28–10   | 4:00 | Tampa Stadium                   | CBS | 71,733   | 3–2    |
| 6                 | 11/10/1981 | at Green Bay Packers   | V 21–10   | 1:00 | Lambeau Field                   | CBS | 52,264   | 4–2    |
| 7                 | 18/10/1981 | at Oakland Raiders     | S 18–16   | 4:00 | Oakland-Alameda County Coliseum | CBS | 42,288   | 4–3    |
| 8                 | 25/10/1981 | at Philadelphia Eagles | S 20–10   | 1:00 | Veterans Stadium                | CBS | 70,174   | 4–4    |
| 9                 | 1/11/1981  | Chicago Bears          | V 20–10   | 1:00 | Tampa Stadium                   | CBS | 68,688   | 5–4    |
| 10                | 8/11/1981  | at Minnesota Vikings   | S 25–10   | 1:00 | Metropolitan Stadium            | CBS | 47,038   | 5–5    |
| 11                | 15/11/1981 | Denver Broncos         | S 24–7    | 1:00 | Tampa Stadium                   | NBC | 64,518   | 5–6    |
| 12                | 22/11/1981 | Green Bay Packers      | W 37–3    | 1:00 | Tampa Stadium                   | CBS | 63,251   | 6–6    |
| 13                | 29/11/1981 | at New Orleans Saints  | V 31–14   | 1:00 | Louisiana Superdome             | CBS | 62,209   | 7–6    |
| 14                | 6/12/1981  | Atlanta Falcons        | V 24–23   | 4:00 | Tampa Stadium                   | CBS | 69,221   | 8–6    |
| 15                | 13/12/1981 | San Diego Chargers     | S 24–23   | 1:00 | Tampa Stadium                   | NBC | 67,388   | 8–7    |
| 16                | 20/12/1981 | at Detroit Lions       | V 20–17   | 1:00 | Pontiac Silverdome              | CBS | 80,444   | 9–7    |
| Playoff           |            |                        |           |      |                                 |     |          |        |
| Divisional        | 2/1/1982   | at Dallas Cowboys      | S 0–38    | 1:00 | Texas Stadium                   | CBS | 64,848   |        |